# Arctia oberthuri
Arctia oberthuri är en fjärilsart som beskrevs av Charles Oberthür 1890. Arctia oberthuri ingår i släktet Arctia och familjen björnspinnare. Inga underarter finns listade i Catalogue of Life.